# Khouloud Hlimi Moulahi
Khouloud Hlimi Moulahi,  née Khouloud Hlimi le 5 février 1990, est une boxeuse tunisienne.

## Biographie

### Carrière
Elle obtient aux Jeux africains de Brazzaville en 2015 la médaille d'argent dans la catégorie des moins de 60 kg. Aux Jeux africains de Rabat en 2019, elle remporte la médaille d'or dans la même catégorie.
Elle participe aux Jeux olympiques d'été de 2020 à Tokyo.
Elle est médaillée d'argent dans la catégorie des moins de 57 kg aux championnats d'Afrique amateur 2023 à Yaoundé et médaillée de bronze dans cette même catégorie aux Jeux africains de 2023 à Accra.
En septembre 2023, elle décroche la médaille d'or aux éliminatoires des Jeux olympiques de Paris 2024 en battant la Congolaise Marcelat Sakobi Matshu dans la catégorie des moins de 57 kg.